# جيمس آرثر بولوك
جيمس آرثر بولوك (بالإنجليزية: James Arthur Pollock)‏ هو فيزيائي ومهندس أسترالي، ولد في 17 نوفمبر 1865، وتوفي في 24 مايو 1922.